# Religió protoindoeuropea
La religió protoindoeuropea era el conjunt de pràctiques i creences dels pobles protoindoeuropeus, reconstruïda a partir de troballes arqueològiques i comparacions de les comunitats descendents.

## Panteó
Els indoeuropeus eren seguidors del politeisme, i dins del seu panteó destacaven tres divinitats (hipòtesi de la trifuncionalitat de Georges Dumézil): Dyeus o déu suprem, Pheuson o déu productor i Perkwunos, el déu del llamp i el tro. Altres divinitats destacades n'eren Heusos, el déu del Sol; Priheh, la dea de l'amor, o Denu, déu dels rius que es troba a l'arrel de molts topònims fluvials, com per exemple el Danubi o el Don. També tenien moltes divinitats duals, en forma de bessons, com el Sol i la Lluna, els avantpassats de l'home i la dona o els bessons cavall. Una creença que ha passat a totes les mitologies derivades és la d'unes deesses del destí que filen i determinen la vida humana. A la majoria de tradicions s'han concretat en tres deesses com les parques o les nornes.
La majoria de divinitats van passar a les mitologies posteriors, algunes d'aquestes convertides en dimonis o forces malignes, especialment a la zona de l'Índia. El déu de l'inframón es va dividir en dos, per donar lloc al déu dels fons del mars. El difunt quan moria viatjava per l'inframón fins a un riu que calia travessar en barca, fruit d'aquest desdoblament.

## Creences
Pensaven que la Terra va néixer del cos d'un gegant primigeni (la sang del qual eren els rius; els membres, les parts del món, etc.), com va reconstruir Max Muller a partir de la comparació de mites sobre la cosmogonia originària. Es va dividir en tres parts: el cel, equivalent a la funció sacerdotal, la Terra pròpiament dita, encarnada en una Mare que dona la vida, i l'inframón, d'on provenen les riqueses i que és el paral·lel de la funció productora en els humans. Aquesta divisió seria coherent amb la hipòtesi de la trifuncionalitat. L'inframón sembla estar protegit per una bèstia similar a un llop o un gos.
Els primers pobladors d'aquest món, semidéus, van haver de lluitar amb una serp o drac, encarnació del mal i del caos amb ajuda d'una poció que atorgava força, i reconeixien un arbre de la vida com a centre sagrat del cosmos. Aquests van ensenyar els humans a conrear la terra, a usar el foc i a venerar-los, i també van establir el cicle de les estacions, personalitzades en divinitats que cíclicament moren per donar pas al seu germà.
Es creu que hi havia una casta sacerdotal, identificada o molt lligada amb la monarquia, que s'encarregava dels rituals, notablement pràctiques d'endevinació i sacrificis. Els sacerdots portaven sort als vius i ajudaven els morts al seu viatge final.